# Meteorologia sinótica

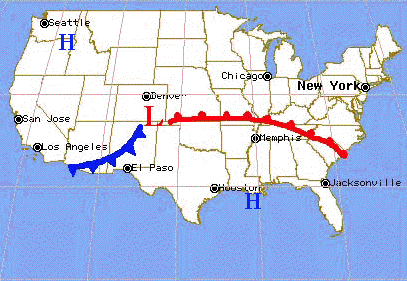
Carta sinótica mostrando os sistemas frontais atuantes nos EUA.

Meteorologia sinótica é a parte da meteorologia que estuda uma grande porção horizontal da atmosfera terrestre, abrangendo a análise de imagens de satélite e mapas, possibilitando a observação de fenômenos climáticos e meteorológicos de grande escala (como depressões, ciclones e anticiclones).
O termo sinótico deriva do grego synoptikos, que significa obter uma visão geral de um local. Para a meteorologia, este termo é utilizado para nomear as cartas elaboradas visando a observar fenômenos que possuem grande variação espaço-temporal, como ciclones e anticiclones, sistemas frontais, deslocamento de massas de ar, jetstream, sistemas de alta e baixa pressão, entre outros.
Para melhor apreensão dos elementos observados, é comum se fazer as observações sinóticas sempre nos mesmos horários ao longo de vários dias.